# 群馬県道401号高崎伊勢崎自転車道線

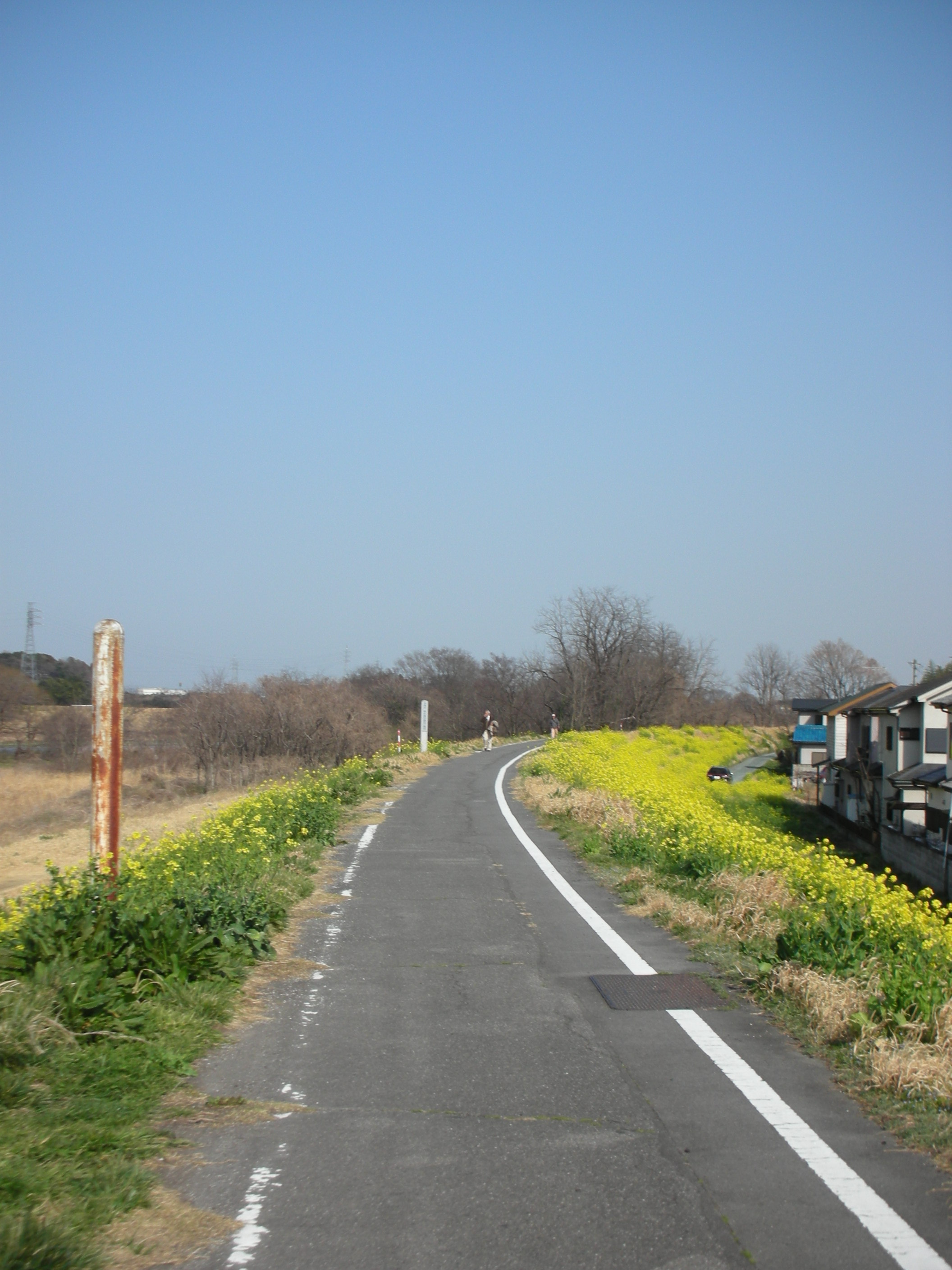
藤岡市中島付近

群馬県道401号高崎伊勢崎自転車道線（ぐんまけんどう401ごう たかさきいせさきじてんしゃどうせん）とは、群馬県高崎市浜尻町と群馬県伊勢崎市若葉町とを結ぶ自転車道（自転車歩行者専用道路）である。主に井野川、烏川、利根川、広瀬川の堤防上を走る。
自転車歩行者専用道路であるため、許可を受けた車両を除き自動車、二輪車の進入、通行は原則禁止されている。（一部の区間を除く）途中通過する埼玉県の区間は埼玉県道417号高崎伊勢崎自転車道線となっている。

## 概要
- 全線開通年度 - 1980年（昭和55年）
- 起点 - 群馬県高崎市浜尻町（国道17号浜尻橋付近）
- 終点 - 群馬県伊勢崎市若葉町（群馬県道2号前橋館林線新開橋付近）
- 総延長 - 42.5km
- 管理 - 群馬県

## 沿革

### 年表
- 1975年（昭和50年）
  - 2月25日：群馬県より道路法に基づき、高崎伊勢崎自転車道線（高崎市浜尻町 - 伊勢崎市若葉町、重要な経過地：藤岡市、多野郡新町、佐波郡玉村町、同郡境町、整理番号301）として路線認定される[1]。
  - 4月1日：高崎市浜尻町字村東569番の2から同貝沢町字西田98番の2までの供用を開始[2]。
  - 4月1日：従前の群馬県道の路線の整理番号が廃止され、改めて整理番号が決定される。高崎伊勢崎自転車道線の整理番号は401[3]。
  - 1980年（昭和55年）12月20日：伊勢崎市八斗島町812番の1から同市長沼町2208番まで、伊勢崎市長沼町2799番の1から佐波郡境町大字小此木字己の開乙1571番までの供用を開始[4]。

## 地理

### 通過する自治体
群馬県
- 高崎市
- 藤岡市
- 佐波郡玉村町
- 伊勢崎市

埼玉県
- 児玉郡上里町八町河原地区
- 本庄市上仁手地区

### 交差する主な道路
- 国道17号
- 群馬県道12号前橋高崎線
- 群馬県道27号高崎駒形線
- 群馬県道24号高崎伊勢崎線
- 国道354号（高崎市内で重複区間あり）
- 群馬県道・埼玉県道13号前橋長瀞線（高崎、藤岡市内で重複区間あり）
- 関越自動車道
- 群馬県道40号藤岡大胡線
- 国道462号
- 群馬県道2号前橋館林線

### 沿線の休憩施設
- 町田休憩所
- 斉田休憩所
- 中島橋休憩所（伊勢崎市境島村）
  - 〔トイレ、駐輪場、ベンチ、案内板設置〕
- 伊勢崎大橋休憩所（伊勢崎市美茂呂町）
  - 〔トイレ、駐輪場、ベンチ、案内板設置〕
- まちかどステーション広瀬（伊勢崎市若葉町）
  - 〔トイレ、駐輪場、冷暖房完備休憩室、自販機、公園併設〕

### 沿線の名所・主な施設
- 群馬の森（園内を通過）
- 新玉村ゴルフ場、玉村ゴルフ場（両ゴルフ場の間を通過。そのため、ゴルフボール除けのトンネルが設置されている。）
- 島村渡船（無料）

### 接続する自転車道
- 広瀬川サイクリングロード - 高崎伊勢崎自転車道 - 井野川サイクリングロード（ホタルの里サイクリングロード）